# Ante Vokić
Ante Vokić (Mostar, 23. kolovoza 1909. – Lepoglava, 8. svibnja 1945.), hrvatski političar, ministar u Vladi NDH, krilnik Ustaške vojnice.

## Životopis

### Mladost
Gimnaziju je završio u Sarajevu, započeo studij prava u Zagrebu, prekinuo ga i 1929. stupio u željezničku službu u Sarajevu. Sudjeluje u osnivanju Hrvatskog akademskog kluba "Kranjčević", pri pokretanju lista Svijest te u radu "Napretka". Zbog političkog djelovanja proganjan je i premještan, prvo u Bosanski Brod, zatim u Slavonski Brod, te u Karlovac i Zagreb.

### Drugi svjetski rat
U vrijeme proglašenja NDH djelovao u domovinskom ustaškom pokretu u Zagrebu; 11. travnja 1941. naredbom Slavka Kvaternika imenovan je u Ustaški nadzorni stožer, čiji je zadatak bio da "vodi postojeće ustaške borbene formacije, formira i izgrađuje daljnje formacije". Ubrzo, iste, 1941. upućen za ravnatelja željeznica u Sarajevo; organizator je i zapovjednik Ustaških prometnih zdrugova, te kao suradnik Jure Francetića sudjeluje u osnivanju Crne legije. Početkom 1942. kao pričuvni ustaški bojnik odlikovan je Redom krune kralja Zvonimira III. stupnja s mačevima zbog uspješnog vođenja II. ustaške željezničke bojne Sarajevo u borbi protiv ustanika. Godine 1943. odlazi iz Sarajeva u Zagreb; 11. listopada 1943. imenovan je za ministra prometa i javnih radova. Za vrijeme rada u Sarajevu Adolf Hitler ga je odlikovao Redom njemačkog orla za brigu oko nesmetanog željezničkog prometa i zasluge koje je učinio njemačkim oružanim snagama.

#### Ustaški krilnik
Na prijedlog Mladena Lorkovića, a protiv volje njemačkih predstvanika Siegfrieda Kaschea i E. Glaise von Horstenaua, kao ustaški pukovnik imenovan je 29. siječnja 1944. i ministrom oružanih snaga. Ante Pavelić ga je 13. srpnja 1944. promaknuo u najviši ustaški čin krilnika, ustaškoga generala. Postao je blizak suradnik i prijatelj Mladena Lorkovića koji ga je uveo u otmjeno zagrebačko društvo barunice Vraniczany i grofice Zlate Lubienski s kojom se posebno sprijateljio. Početkom kolovoza 1944. bio je kum Mladenu Lorkoviću na vjenčanju s groficom Nadom von Ghyczy.

#### Pokušaj spašavanja NDH
Zajedno s Mladenom Lorkovićem, Vokić je vodio akciju za spašavanje NDH, prekidanje vezanosti za Njemačku i pristupanje zapadnim Saveznicima. Često je obilazio vojne jedinice i osobito pred višim časnicima govorio da treba očekivati velike događaje, da Hrvatska nije okupirana zemlja već saveznička sila, da mora biti gospodar na svom prostoru i sl. Postupno je zadobivao sve veći utjecaj i popularnost u vojsci, stekao povjerenje viših domobranskih časnika, te počeo potiskivati utjecaj ustaških pukovnika (rasova). Pregovarao je s opunomoćenikom HSS-a Ivanom Farolfijem o izvođenju puča kojim bi se uklonio ustaški režim i vlast prenijela na HSS što je uključivalo postavljanje na zapovjedna mjesta domobranskih časnika bliskih HSS-u, uklanjanje ustaških pukovnika, razoružavanje Nijemaca i nepokornih ustaša. Pregovore je započeo sa znanjem i pristankom Ante Pavelića o čemu ga je zajedno s Mladenom Lorkovićem izvještavao. Pavelić je 21. kolovoza 1944. o slučaju izvjestio njemačkog poslanika Kaschea, najavljujući mjere protiv svojih ministara, te optužujući njemačkog generala Edmunda Glaise von Horstenaua za umiješanost u aferu. Vokićev vjenčani kum i najbolji prijatelj A. Štitić, visoki policijski službenik, koji je od početka bio upućen u cijelu akciju i tijek pregovora, napisao je nakon sastanka u Lorkovićevu (24.VIII.) i Vokićevu stanu (25.VIII.) izvješće na četiri stranice o tim sastancima i predao ga zapovjedniku ustaških jedinica Ivi Herenčiću, Vokićevu starom protivniku, koji ga je uručio Anti Paveliću. Izvješće je poslije poslužilo kao krunski dokaz protiv Lorkovića i Vokića.

#### Uhićenje i smrt
Na iznenadno sazvanoj noćnoj sjednici Vlade 30. kolovoza 1944., zajedno s Mladenom Lorkovićem, Vokić je optužen za urotu protiv poglavnika i saveznika (Njemačke), smjenjen i stavljen u kućni zatvor. S Mladenom Lorkovićem izveden je pred sud Poglavnikove tjelesne bojne (PTB), koji ga je osudio na gubitak čina i isključenje iz PTB-a, potom interniran u Novi Marof, odakle je premješten pod stroži režim u Koprivnicu gdje je već bio interniran Mladen Lorković. Ubrzo je zatvoren u Lepoglavi gdje ga je 8. svibnja 1945. ubio natporučnik Ustaške obrane Mijo Grabovac.
Jedna ulica u zapadnom Mostaru danas nosi ime "Ulica Vokića i Lorkovića".